# 飛航工程師

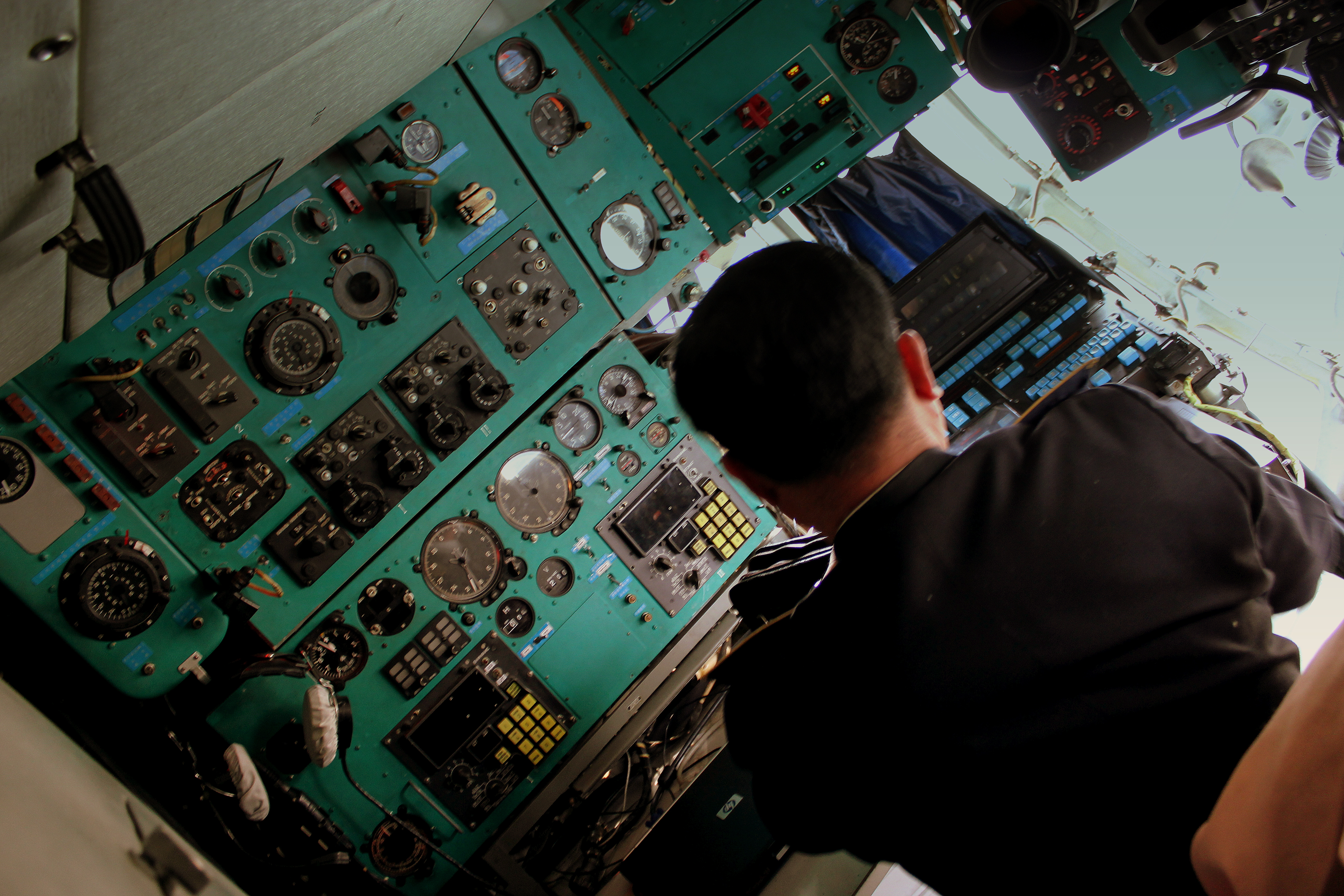
北韓客機的飛航工程師

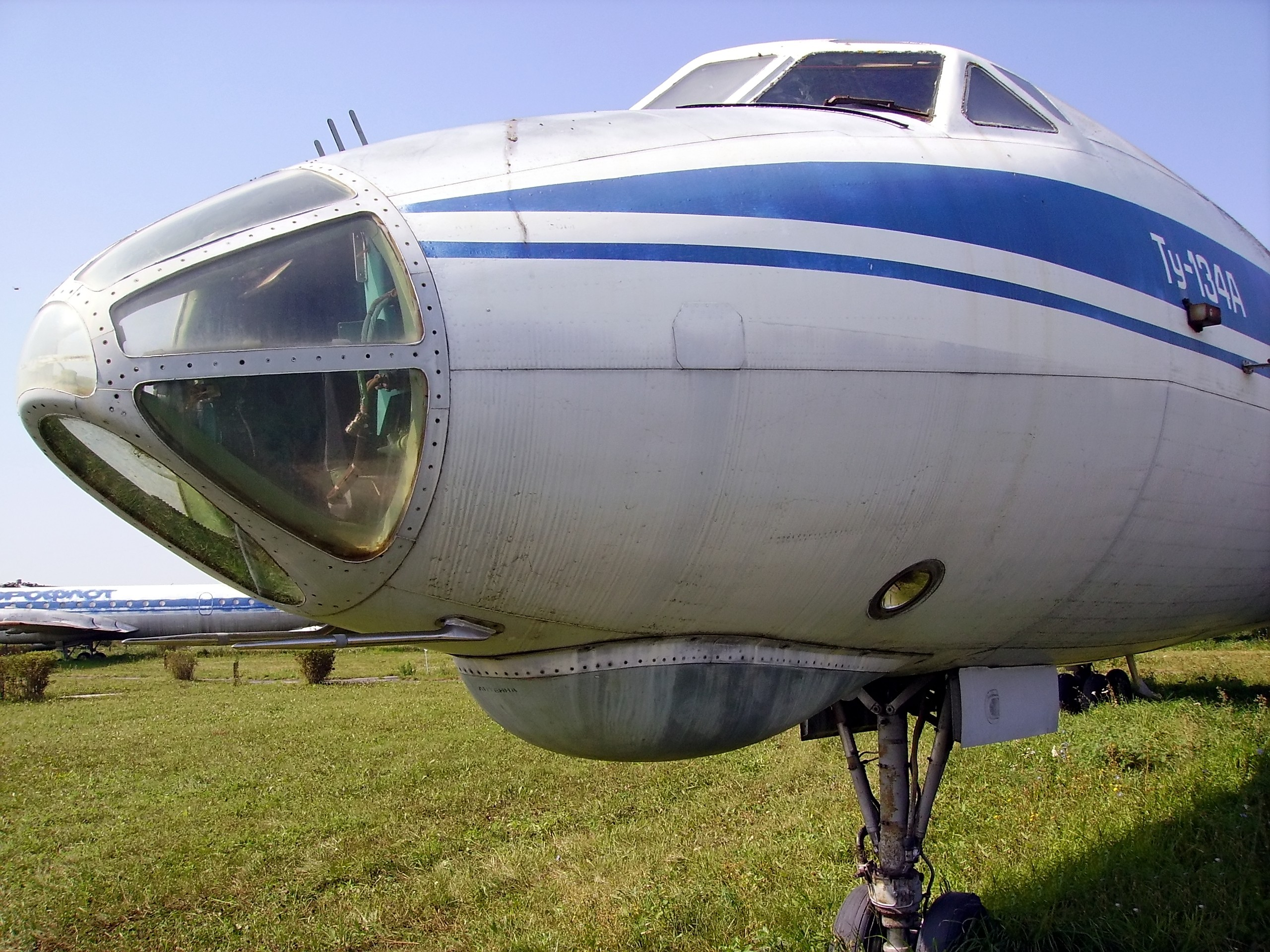
Tu-134的飛航工程師坐在機頭

飛航工程師（又稱飛行工程師、隨機工程師，中国大陆称为空中机械师，英文：Flight Engineer，縮寫：F/E）。在航空发动机控制系统不够自动化的时代，对于装备了多台发动机的大型飞机，一般在机组中设置飛航工程師，负责根据机长命令调控各台发动机的各项技术状态，如油门、液壓操控、以及機艙增壓、電力等系統。还可能在起飛前與降落後檢查飛機状态。在部分軍用飛機，飛航工程師更會進行飛行前的完全檢查。基本上，飛航工程師是飛機系統專家，專責解決飛機系統的問題、提供飛行緊急情況的處理方案，並計算起飛與降落的數據。
在舊式民航機與及部分軍機上，飛航工程師坐在正副飛行員的後面，並面向側面的一排儀表。有些軍機，例如P-3獵戶座海上巡邏機與C-130H飛機，飛航工程師則坐在正副飛行員的中間。图-134更特別，飛航工程師是坐在機頭尖端的领航员席位。
八十年代以前的军用大型运输机的机组，典型为五人制：机长、副驾驶员、飛航工程師、空中领航员、空中通讯员。由於飛機系統操控的電腦化與自動化，飛機上的電腦系統能自動監察飛機系統，並將故障直接向飛行員報告，目前新型的飛機已經不需要有飛航工程師，大幅節省了航空公司的人力成本。不過，一些現在還在服務中的舊型飛機，例如波音747的-100、-200、-300與-SP，還有洛克希德的L-1011三星飛機與麥道DC-10飛機，仍然需要飛航工程師隨航。另外，當年在換轉換新機時，由於來自於工會的壓力，部份航空公司仍然有一段時間使用三人乘務模式。
空中巴士A300的早期型號，如A300B2、A300B4，仍需要飛航工程師，直至後來出現的A300-600R則改以兩人配置並採用玻璃駕駛艙；1994年於日本名古屋發生的中華航空140號班機空難，雖然當時華航採用了毋須飛航工程師的A300-600R機型，但在降落時機師與電腦互搶控制權，原本取代飛航工程師的飛航電腦誤判成重飛指令，以至於降落時攻角過大而墜毀，造成乘客與機組員共264人罹難。
部分的航空交通機構，會對於一些同時持有飛行員執照的飛航工程師，稱呼為「第二副駕駛」（Second Officer）。